# La Montañesa Textil
La Montañesa Textil, Sociedad Anónima fue una antigua fábrica de hilado y tejidos ubicada en la localidad de La Cavada, en el municipio de Riotuerto (España). Fue la segunda industria textil que se abrió en Cantabria, sólo por detrás de la fábrica de hilos del Duque del Infantado en Torrelavega, y la más antigua conservada en la región.
 La factoría estuvo en funcionamiento entre 1848 y 1965 y llegó a tener 450 trabajadores, siendo una de las fábricas de hiladuras más importantes de España en su época. Con su creación La Montañesa marcaría el arranque del textil moderno en Cantabria.

## Características
El complejo fabril, delimitado al oeste por el río Miera y al este por la actual carretera autonómica CA-161 (Solares - La Cavada), de la que la separa un muro de piedra de mampostería, se estableció con un planteamiento industrial moderno bajo criterios de productividad y mecanización avanzada respecto a las experiencias previas existentes en la región.
Surgida durante la Primera Revolución Industrial, la factoría se compone de un edificio y junto a este se alza una monumental chimenea exenta, sobreelevada y construida en ladrillo, que permitía evacuar los humos de las calderas por un conducto subterráneo. El edificio principal de la fábrica textil es de estilo fabril manchesteriano, caracterizado por un diseño muy práctico y funcional, de gran altura y longitud, muchos y amplios ventanales que permitían una mayor ventilación e iluminación aprovechando la luz natural, dado que en aquella época el uso de la luz eléctrica no estaba muy extendido, y disposición del espacio de producción en plantas para una mejor explotación. Además, se utilizaban máquinas y sistemas de producción muy avanzados para aumentar la eficiencia y la velocidad de producción. 
Es uno de los principales ejemplos del desarrollo incipiente de la industrial textil en Cantabria y del arranque de la revolución industrial en esta comunidad autónoma.
El edificio principal es un bloque de tres plantas de forma rectangular con tres hileras de ventanas superpuestas y perfectamente simétricas, liviana cornisa y esquinales reforzados. Adosado hay un cuerpo de similares características pero de una sola altura. Estos edificios albergaban respectivamente el espacio productivo propiamente dicho y las oficinas. Según queda constancia por imágenes del periodo productivo (principios de siglo XX), el interior de la fábrica era un espacio diáfano jalonado por hileras simétricas de columnillas de hierro que estructuran la nave central en tres
espacios corridos.
En los extremos del edificio parece que la techumbre era abovedada, a juzgar por la huella de arcos de medio punto que se observan en las paredes, muy deterioradas en la actualidad. El resto de las instalaciones fabriles se alojaban en edificios de menor entidad: viviendas obreras de una sola planta entremedianeras adosadas de dos en dos alineadas con el muro de la fábrica al borde de la carretera y que parecen haber sido construidas durante la primera época de la fábrica. Al otro lado de la carretera se conserva el edificio del comedor que fue construido a principios de los años 1940. Asimismo, en las primeras décadas del siglo XX se construyeron nuevas fases de viviendas, en bloques continuos de dos alturas, destinadas tanto para obreros como a directivos de la fábrica. Esta disposición responde al sistema de colonia industrial de fines del siglo XIX y principios del XX, en el que los empleados del recinto fabril quedaban incorporados en el proceso productivo también mediante la integración física de su vida cotidiana, en lo que se ha venido en denominar el modelo de paternalismo industrial que también se aprecia en otras industrias de este periodo.
Junto a la fábrica se situaba una gran chimenea de ladrillo rojo, que daba salida al humo de la máquina de vapor y que es característica de este tipo de arquitectura industrial. Se localiza exenta al edificio principal, al otro lado de la carretera, en una cota más elevada del conjunto edificado. Es de sección circular y se estructura en tres tramos por anillos reforzados, también de material cerámico. Su diámetro disminuye en altura de manera progresiva.
El conjunto se completa una represa que aprovechaba el caudal del río Miera para mover tres turbinas hidráulicas. Esta fue una construcción reutilizada de la anterior Real Fábrica de Artillería de La Cavada, la cual se usó en el pasado para dar fuerza motriz a los ingenios destinados al barrenado de cañones.

## Historia

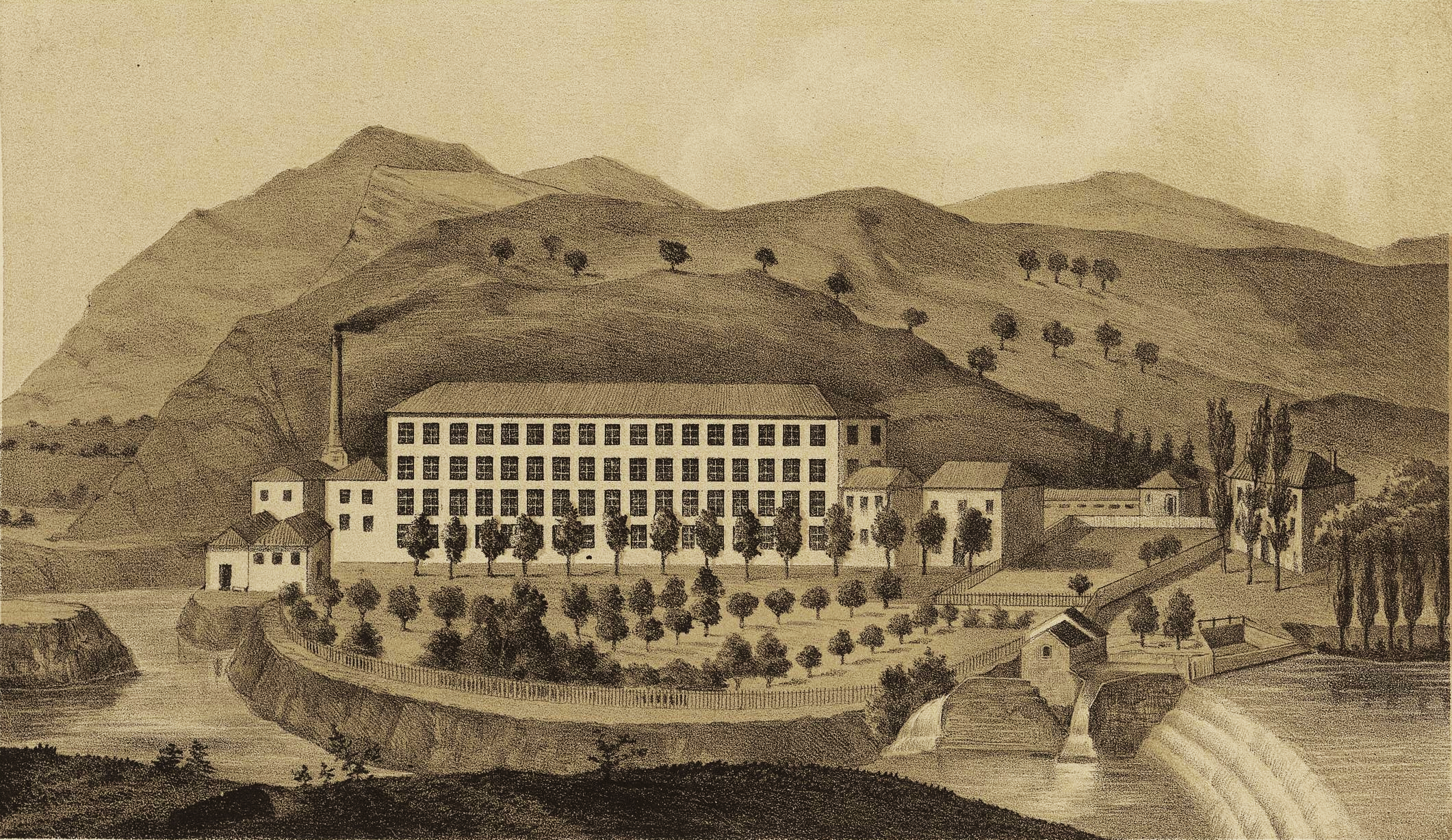
Grabado de 1876 de la fábrica de «La Montañesa Textil». La reconstrucción de 1854 se aprovechó para realizar reformas, sustituyendo las estructuras de madera por otros materiales menos inflamables, se abren numerosos ventanales y se realiza un sistema para la salida de humos procedentes de todo el proceso de producción que saldrán al exterior a través de una chimenea construida en ladrillo.

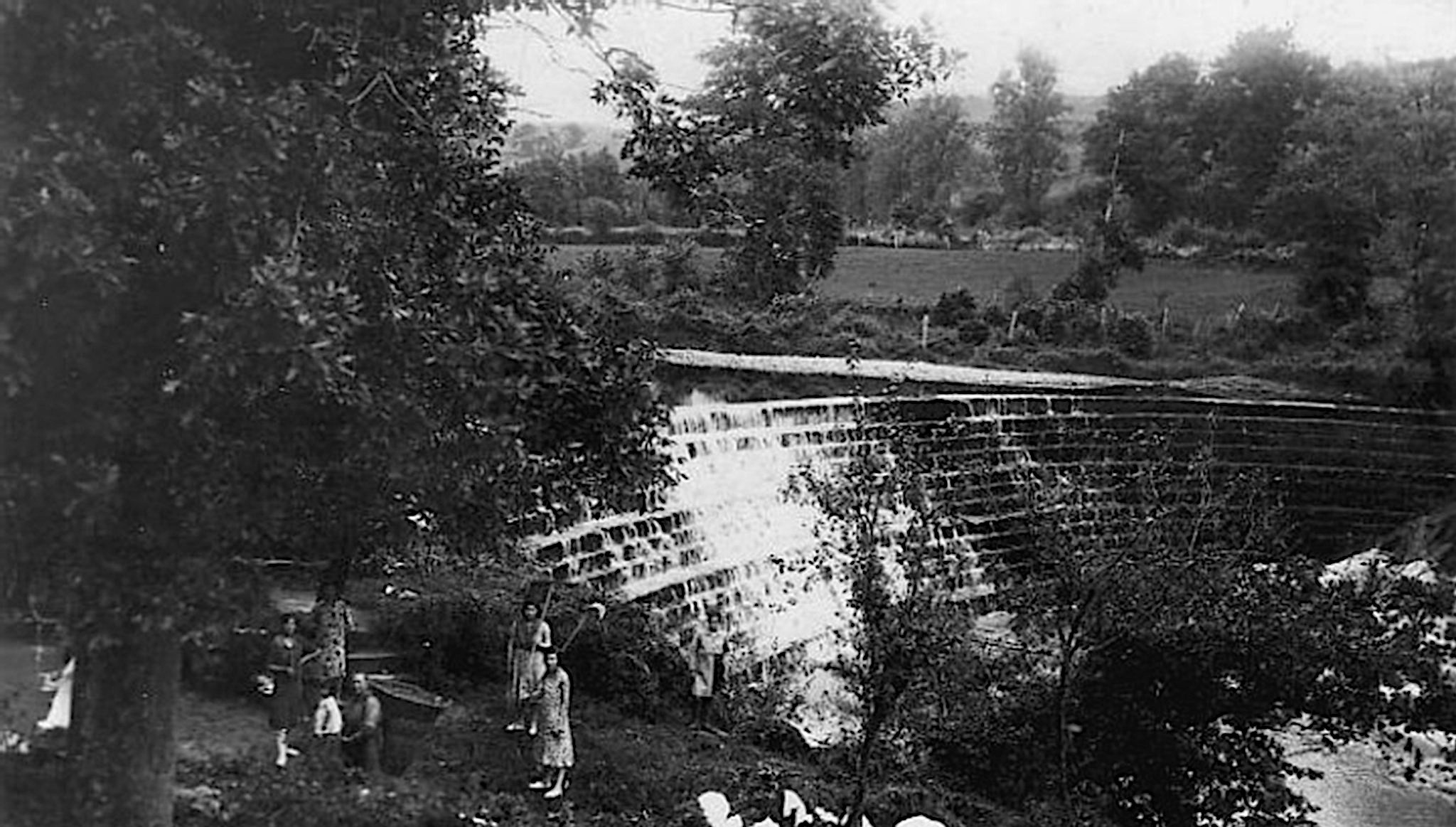
Presa de Valdelazón en el río Miera, en el año 1926. La represa formó parte originalmente del aprovechamiento hidráulico que tenía la Real Fábrica de Artillería de La Cavada. Posteriormente se utilizó para dar energía a la fábrica de La Montañesa Textil. En el año 1994 una riada acabaría por derruirla.

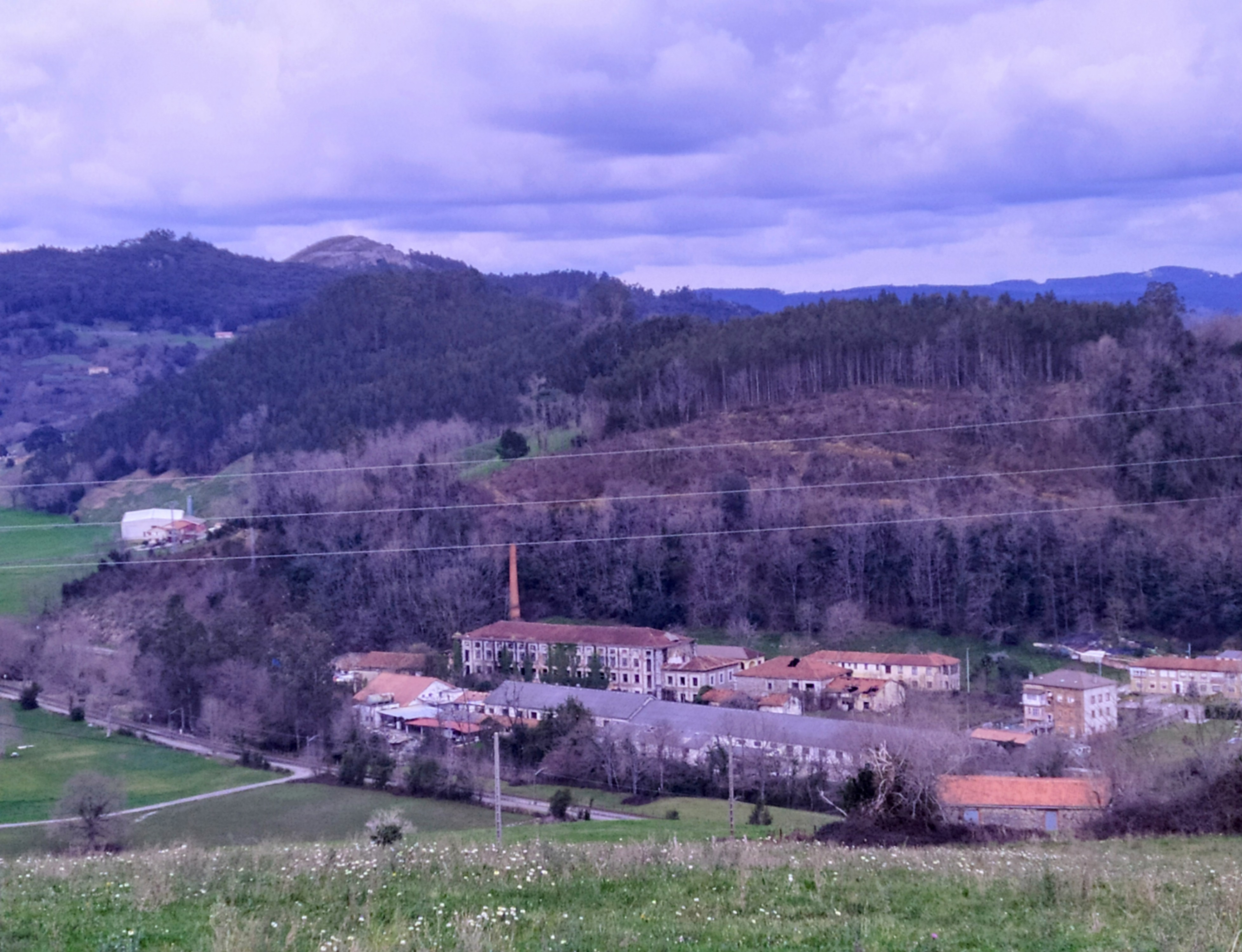
Situación en el año 2023 del complejo fabril de La Montañesa Textil visto desde Sierra Hermosa. Las construcciones en primer plano son edificaciones posteriores a la obra original de la fábrica.

En 1848 Juan Pedraja Escudero compra por 11336 reales al Ministerio de Marina unas antiguas edificaciones y 8800 m² de terreno en el sitio de Valdelazón afectados por el proceso de desamortización, junto a la valiosa concesión para el aprovechamiento hidráulico de la presa que allí existía. Las edificaciones, junto a este importante salto de agua, formaban parte del antiguo complejo de fundiciones de la que fue la Real Fábrica de Artillería de La Cavada, donde había cuatro máquinas movidas por energía hidráulica para barrenar el ánima de los cañones. 
Juan Pedraja reforma los edificios ya existentes y a finales de 1850, y después de una gran inversión, crea una fábrica para la producción de tejidos e hilado, sobre todo mantas, con algodón moreno procedente de Cuba. La fábrica recibe el nombre de La Montañesa Textil, siendo por sus características única en su clase en la península ibérica.
En la noche del 27 al 28 de enero de 1851, tres años después del inicio de las obras y sin que aún se realicen las pruebas preliminares a su apertura, la instalación sufre un incendio que produce graves desperfectos en el cuerpo principal de la fábrica. Por aquel entonces ya contaba con 11000 husos, 280 telares, una turbina y una máquina de vapor auxiliar.
La producción quedaría paralizada hasta 1854, periodo durante el cual el armador Jerónimo Roiz de la Parra, cuñado del ya fallecido Juan Pedraja y accionista de La España Industrial, abordaría la reconstrucción de la fábrica gracias a su solvencia patrimonial, aunque eso sí, menos ambiciosa que la proyectada por su antecesor, con 200 telares importados de Inglaterra tres turbinas sistema Koalin de 100 caballos de fuerza y una máquina de vapor Naught auxiliar. Se trata de un recinto acotado compuesto por un edificio rectangular de gran volumen organizado en tres pisos y con vanos situados de forma metódica típico de las construcciones fabriles del siglo XIX, al que se unía una gran chimenea de ladrillo.
Junto al edificio principal se encontraba una imponente presa en el río Miera capaz de proporcionar energía hidráulica y que antiguamente era utilizada para mover las máquinas que perfeccionaban la artillería del Real Sitio. La localización de esta antigua fábrica en un medio rural como Riotuerto respondía a un modelo que integraba en una misma planta todas las actividades industriales (batán, cardas, hilatura, repasador, telares, blanqueo y cuarto de las piezas) y a la reducción de la mano de obra.
La fábrica llegaría a ser muy rentable. Durante el convulso periodo de las Guerras Carlistas «La Montañesa Textil» sabrá sacar beneficio al  momento de crisis que sufren las fábricas textiles guipuzcoanas, que tienen que cerrar. No obstante también va a tener que hacer frente a situaciones complicadas, como por ejemplo la crisis agraria de finales del siglo XIX y la posterior guerra civil española (1936-1939). La característica más importante de «La Montañesa» era que llevaba a cabo todo el proceso de transformación del algodón en sus instalaciones. Desde su llegada en forma de pacas a la estación de ferrocarril de La Cavada, donde existía un depósito de la propia empresa, el algodón era tratado por completo y transformado en grandes piezas de tela destinadas a usos diversos.
Superada la crisis financiera de 1866 y la grave crisis de subsistencias en 1867 y 1868 motivada por la malas cosechas de esos años, «La Montañesa» incrementó su cuota de mercado ayudada por el cierre del puerto de Bilbao provocado por la tercera guerra carlista, que afecto especialmente a la industria guipuzcoana, y la exportación hacia mercados americanos. El volumen de los pedidos fue tal que la maquinaria de la planta resultó insuficiente, lo que hizo que Roiz incrementase considerablemente las dimensiones de la fábrica. El acceso a la energía hidráulica, la adopción de otras ventajas tecnológicas y la proximidad a los puertos de exportación permitió rebajar los costes de producción: eran tiempos dorados para la fábrica.
Con el paso del tiempo esta se especializa en diferentes productos, pasando de las mantas a la fabricación de sacos para la industria harinera. En la década de 1880 se sustituye la producción por otros productos textiles como el mahón o las sábanas.
A la muerte de Jerónimo en 1880, la sociedad fundada por éste pasa a manos de su viuda María Clotilde de la Pedraja y en 1895 a la «Roiz Viesca y Compañía», una sociedad anónima compuesta por familiares y herederos de la dinastía que seguía manteniendo el 50% de las participaciones.
En 1890 se realizaron algunos cambios en la maquinaria para optimizar la producción, incorporando una nueva turbina de 100 caballos y la renovación de batanes y selfactinas. Aunque con estos nuevos telares automáticos se aumentó enormemente la capacidad de producción y se mejoró la calidad de los tejidos (se producía tejido de algodón de tres clases en color crudo y también piezas de mahón azul),  en la práctica estas mejoras no incrementaron sustancialmente la productividad, que se estableció entre las 22.000 y 30.000 piezas anuales (25.000 piezas se consideraba el tope mínimo con las mejoras introducidas).
Tras sufrir un nuevo incendio, «La Montañesa» fue reformada por completo entre 1901 y 1903, comprometiendo los Roiz gran parte de su fortuna en un último el intento de sacar adelante su empresa frente a la fuerte competencia que venía sufriendo de factorías gallegas y asturianas, cuya producción creció considerablemente a comienzos de siglo. «La Montañesa» pudo continuar en activo, aunque, eso sí, en condiciones muy lastimosas. En el primer lustro de siglo, los Roiz aprovecharon la capacidad de producción de su fábrica solo un 49,5%, concurriendo al mercado con unos tejidos bastos y costosos en un contexto de descenso de los precios y de intensificación feroz de la competencia.
La Primera Guerra Mundial acabaron con las buenas perspectivas económicas de la fábrica, creando problemas financieros derivados de la sobreproducción textil del momento que se intentaron paliar con la incursión en el mercado sudamericano, claramente insuficiente en estos momentos, y con la negociación de un contrato para el abastecimiento de la Armada. Los problemas financieros solo se resolverían a partir de 1938 con la incorporación de nuevos accionistas. La nueva sociedad «La Montañesa Textil S.A.» contará a partir de entonces con una participación mayoritaria de capital catalán de la familia Valls Taberner, relacionada desde siempre con la banca y la industria textil, por lo que la compañía deja de ser una empresa familiar.
En las décadas de los años 1940 y 1950 la fábrica va a funcionar a pleno rendimiento, llegando a tener hacia 1953 unos 450 obreros, de los cuales trescientas van a ser mujeres. El principal motivo de esta gran proporción de mano de obra femenina se encontraba en los bajos salarios que recibían las mujeres, así como la destreza de las mismas para desempeñar trabajos delicados en hilatura y telares. Muchas de ellas empezaban a trabajar desde muy jóvenes, en una época en que la legislación laboral permitía el trabajo a niños a partir de los 14 años.
A finales de los años 1950 esta pasa a manos de capital asturiano, comenzando la etapa de declive y cierre. La factoría de La Cavada cesa su actividad el 8 de diciembre de 1965, anticipándose a la fuerte crisis de los años 1970, que afectará al sector textil y químico principalmente. Su cierre supuso una gran conmoción en la comarca pues de ella vivían muchas familias que, tras el clausura, se vieron, en muchos casos, abocadas la emigración. Su influencia en la zona fue muy grande, siendo originadora de un fuerte crecimiento de la población entre la década de 1950 y 1960 en el municipio de Riotuerto. La llegada de nuevas familias, numerosas en la mayoría de los casos, se produjo incluso desde provincias distantes como Cáceres (Aldeacentenera y Santiago de Alcántara), Burgos o Cataluña, viniendo los futuros operarios con contrato de trabajo y vivienda. Este fenómeno reflejaba la falta de mano de obra cualificada, especialmente femenina, en la comarca, ya que muchos de los emigrados catalanes eran obreros y obreras especializados al ser esta región era un enclave fundamental del desarrollo textil en España.
El cierre afectó de lleno al municipio de Riotuerto, que en 1960 contaba con 2334 habitantes. Hasta entonces su capital, La Cavada, tenía una actividad vibrante para su tamaño: poseía panadería, tiendas de ultramarinos, sastres, modistas, bares, carnicerías, zapateros, barberos, peluqueras, droguerías, dentista, médico, practicante, farmacia, ferrocarril, pescadoras,... un vehemente mercado dominical, cines y salones de baile, a los que acudían vecinos de otros pueblos del entorno. En definitiva, se trataba de una localidad en auge, que vio en poco tiempo como su futuro decaía tras el cierre de La Montañesa Textil.

## La fábrica en la actualidad
Hoy en día los edificios del antaño notable complejo industrial presentan un estado de ruina y abandono. Frente al edificio principal de la fábrica aún se puede observar, mejor conservadas, las casas bajas en las que vivían los antiguos trabajadores y el comedor de la fábrica, ubicado junto a la gran chimenea exenta situada al otro lado de la carretera autonómica CA-161 y afectada por los rigores climatológicos, los desprendimientos y el paso del tiempo.

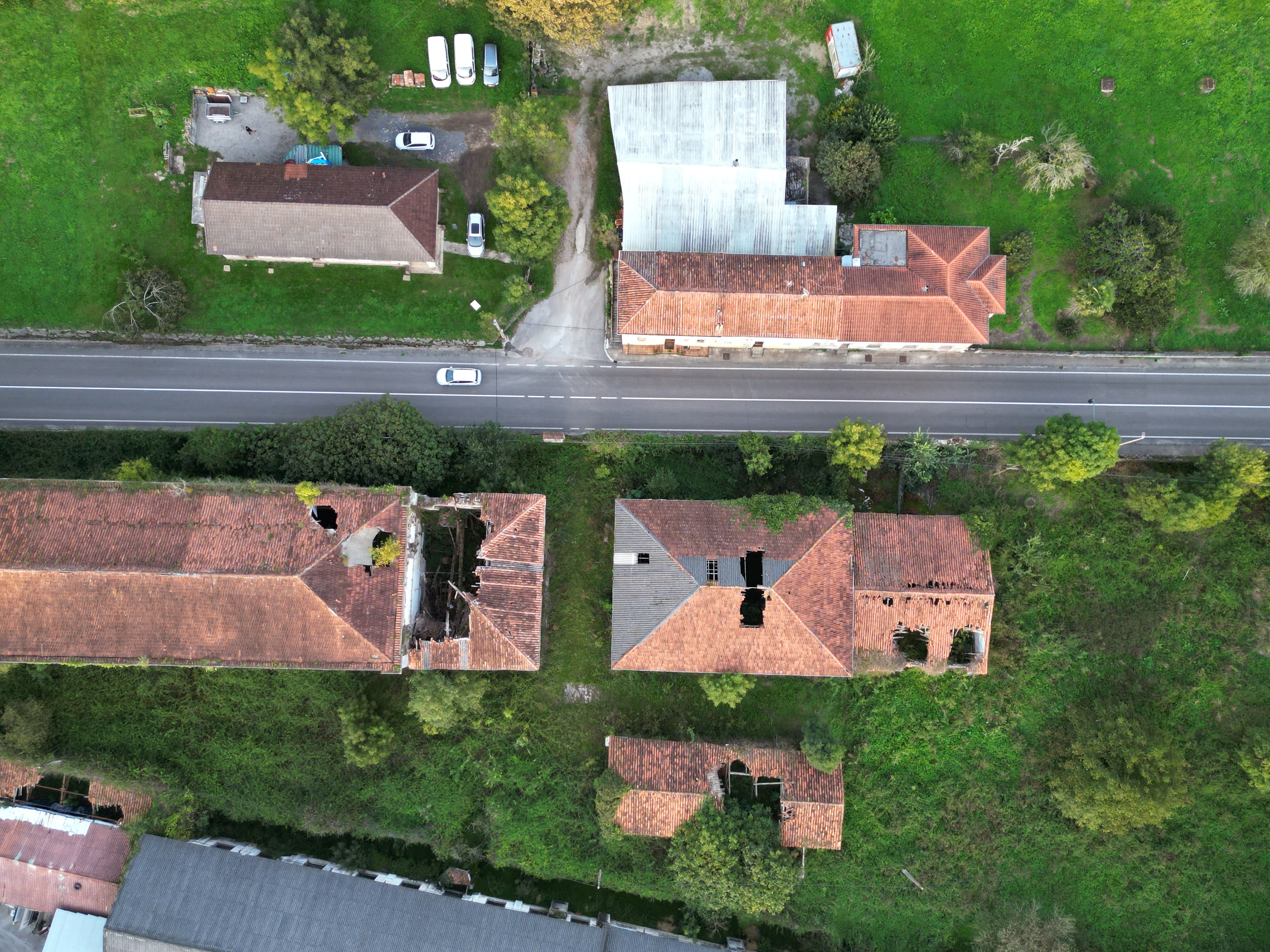
Vista cenital en el que se aprecia el estado de ruina de la techumbre en algunas de las construcciones de la antigua fábrica. Octubre de 2023

El tramo superior de la chimenea está un tanto deteriorado y ha perdido parte de las hiladas de ladrillo que la remataban, estando amenazada por el derrumbe de material rocoso del terreno. Los edificios destinados a vivienda y comedor comunitario conservan básicamente su fisonomía original, aunque han sufrido algunas modificaciones exteriores en los últimos años. Algunos de ellos acusan el paso del tiempo y presentan un aspecto decadente. En cuanto a la fábrica, muy sólida en sus muros exteriores, se encuentra en estado de ruina interior y la techumbre se ha venido abajo en varios tramos. En otros edificios la cubierta también está muy deteriorada y han sido invadidos por la vegetación. De la presa no queda prácticamente nada, pues se la llevaría por delante una riada en el año 1994.
Los restos de esta fábrica textil de algodón, junto con la de paños de Renedo, están considerados como los dos mejores ejemplos en Cantabria de lo que supuso el arranque de la revolución industrial en esta región. A pesar de su importancia como patrimonio industrial, referente de la arqueología industrial del siglo XIX en Cantabria, el edificio y su conjunto fabril asociado no gozan actualmente de ningún grado de protección.